# Mesua philippinensis
Mesua philippinensis är en tvåhjärtbladig växtart som först beskrevs av Jules Émile Planchon, José Jéronimo Triana och Planch., och fick sitt nu gällande namn av André Joseph Guillaume Henri Kostermans. Mesua philippinensis ingår i släktet Mesua och familjen Calophyllaceae. Inga underarter finns listade i Catalogue of Life.